# Henryk Żmijewski
Henryk Marian Żmijewski (ur. 22 grudnia 1920 w Sosnowcu, zm. 20 kwietnia 2000 w Brwinowie) – oficer aparatu bezpieczeństwa PRL, kierownik Grupy Operacyjnej „Wisła” MSW w Moskwie.

## Życiorys
Syn Antoniego i Marii. Przed wybuchem wojny w 1939 ukończył trzy klasy Gimnazjum Kupieckiego w Sosnowcu. W 1960 ukończył Liceum Ogólnokształcące dla Pracujących w Warszawie i Szkołę Główną Zagraniczną w Warszawie ze stopniem magistra.
Od 10 września 1945 kierownik Sekcji 3 MUBP w Katowicach, od 1 stycznia 1946 zastępca kierownika Sekcji I Wydziału V Wojewódzkiego Urzędu Bezpieczeństwa Publicznego w Katowicach, od 30 stycznia 1947 starszy referent i p.o. szefa PUBP w Raciborzu, od 1 lutego 1947 szef MUBP w Katowicach. Od 3 sierpnia 1947 do 15 lipca 1948 był słuchaczem kursu Szefów PUBP w Centrum Wyszkolenia MBP w Legionowie, a następnie został zastępcą naczelnika Wydziału III Departamentu I MBP; od 20 października 1948 pełnił obowiązki naczelnika tego wydziału. Od 1 marca 1950 naczelnik Wydziału V Departamentu I MBP, od 16 sierpnia 1954 szef Wojewódzkiego Urzędu Bezpieczeństwa Publicznego w Gdańsku, od 15 czerwca 1955 naczelnik Wydziału I Departamentu II KdsBP. Od 1 stycznia 1956 wicedyrektor Departamentu II MSW, a od 28 listopada 1956 zastępca dyrektora tego departamentu. W latach 1961–1965 był kierownikiem Grupy „Wisła” MSW w Moskwie. 21 sierpnia 1968, w związku z Operacją Dunaj, został dowódcą Grupy Specjalnej przy II Armii WP Departamentu II MSW. Od 10 listopada 1970 zastępca dyrektora Zarządu Kontroli Ruchu Granicznego MSW.
4 czerwca 1971 w związku z Aferą „Zalew” został zwolniony, a cztery dni później aresztowany pod zarzutem przemytu złota i dewiz i 15 lutego 1972 skazany na 4,5 roku więzienia.

## Odznaczenia
Odznaczony Medalem Zwycięstwa i Wolności 1945, Brązowym, Srebrnym i Złotym Krzyżem Zasługi, Medalem 10-lecia Polski Ludowej, Orderem Odrodzenia Polski V i III klasy, Orderem Sztandaru Pracy II klasy, Odznaką 10 i 20 lat W Służbie Narodu, Brązowym i Srebrnym Medalem Za Zasługi dla Obronności Kraju i czechosłowackim Medalem „Za Umacnianie Braterstwa Broni”.